# Надводен кораб
Надводен кораб е обобщаващо название за много от класовете военни кораби, които имат собствено оръжие и водещи бойни действия на повърхността на водата. Даденият термин се използва за обозначаването на всеки произволен съвременен тип съдове, които не са подводни лодки. Самият термин се появява в началото на XX век във връзка със създаването на подводните лодки. Към надводните кораби, по този начин, се отнасят множество класове плавателни съдове (кораби) от катерите до самолетоносачите. Към надводните кораби се отнасят: крайцерите, разрушителите, фрегатите, корветите, а също така остарелите линкори и линейните крайцери. Задачите на надводните кораби са поражението на космически, въздушни, надводни и подводни цели, чрез поставеното на тях оръжие. Няма единна международна класификация на надводните кораби.

## Надводните кораби въвВМФ на САЩ
В САЩ съществуват 2 разновидности на надводните кораби според спектъра на изпълняваните задачи:
- Флот на откритото море или океански флот, предназначен за постигане на господство в световния океане.[2] Той, на свой ред, се дели на тактически групи кораби със самолетоносачи и тактически групи от кораби без самолетоносачи.
- Патрулни кораби, предназначени за защита на корабоплаването. В тази група надводни кораби влизат традиционните конвои, кораби за материално-техническо осигуряване и корабите за десантни операции.